# Wytheville
Wytheville is een plaats (town) in de Amerikaanse staat Virginia, en valt bestuurlijk gezien onder Wythe County.

## Demografie
Bij de volkstelling in 2000 werd het aantal inwoners vastgesteld op 7804.
In 2006 is het aantal inwoners door het United States Census Bureau geschat op 8136, een stijging van 332 (4,3%).

## Geografie
Volgens het United States Census Bureau beslaat de plaats een oppervlakte van
37,0 km², geheel bestaande uit land. Wytheville ligt op ongeveer 697 m boven zeeniveau.

## Plaatsen in de nabije omgeving
De onderstaande figuur toont nabijgelegen plaatsen in een straal van 32 km rond Wytheville.